# 滨兴街道
滨兴街道，是中华人民共和国江西省九江市浔阳区下辖的一个乡镇级行政单位。

## 行政区划
滨兴街道下辖以下地区：
三马路社区、一马路社区、二马路社区、月亮湾社区、向湖社区、春安里社区、放马场社区、坝围里社区、官牌夹社区、建材社区和兴中社区。